# Liste der Titel der Schwarzen Reihe (Die Zeit des Nationalsozialismus)
Dies ist eine Liste der Titel der Schwarzen Reihe (Die Zeit des Nationalsozialismus), die im Fischer Taschenbuch Verlag erscheint. Sie erhebt keinen Anspruch auf Aktualität oder Vollständigkeit.

## Übersicht
- Wie wurde man Parteigenosse? Die NSDAP und ihre Mitglieder. Herausgegeben von Wolfgang Benz. 2009
- Das Auswärtige Amt und seine umstrittene Vergangenheit. Herausgegeben von: Martin Sabrow + Christian Mentel. 2013
- »Der Führer war wieder viel zu human, viel zu gefühlvoll«. Herausgegeben von Harald Welzer + Sönke Neitzel + Christian Gudehus. 2011
- Der Krieg der Erinnerung. Holocaust, Kollaboration und Widerstand im europäischen Gedächtnis. Herausgegeben von Harald Welzer. 2007
- Lexikon des deutschen Widerstandes. Herausgegeben von Wolfgang Benz + Walter H. Pehle. 2001
- Biographisches Lexikon zum Dritten Reich. Herausgegeben von Hermann Weiß. 2002
- Der Nationalsozialismus vor Gericht. Die alliierten Prozesse gegen Kriegsverbrecher und Soldaten 1943-1952. Herausgegeben von Gerd R. Ueberschär. 1999
- Medizin ohne Menschlichkeit. Dokumente des Nürnberger Ärzteprozesses. Herausgegeben von Alexander Mitscherlich + Fred Mielke. 1989
- »Ich staune, dass Sie in dieser Luft atmen können«. Jüdische Intellektuelle in Deutschland nach 1945. Herausgegeben von Monika Boll + Raphael Gross. 2013
- Der Nationalsozialismus. Dokumente 1933–1945. Herausgegeben von Walther Hofer. 1977
- Volksgemeinschaft. Neue Forschungen zur Gesellschaft des Nationalsozialismus. Herausgegeben von Frank Bajohr + Michael Wildt. 2009
- Die Kindertransporte 1938/39. Rettung und Integration. Herausgegeben von Wolfgang Benz + Claudia Curio + Andrea Hammel. 2003
- Zivilcourage. Empörte, Helfer und Retter aus Wehrmacht, Polizei und SS. Herausgegeben von Wolfram Wette. 2004
- Nationalsozialistische Massentötungen durch Giftgas. Eine Dokumentation. Herausgegeben von Hermann Langbein + Adalbert Rückerl + Eugen Kogon. 1986
- Präventivkrieg? Der deutsche Angriff auf die Sowjetunion. Herausgegeben von Bianka Pietrow-Ennker. 2011
- Homosexualität in der NS-Zeit: Dokumente einer Diskriminierung und Verfolgung. Herausgegeben von Günter Grau. 2004
- Alfred Rosenberg. Die Tagebücher von 1934 bis 1944. Herausgegeben von Jürgen Matthäus + Frank Bajohr 2018
- Der deutsche Überfall auf die Sowjetunion. Unternehmen Barbarossa 1941. Herausgegeben von Wolfram Wette + Gerd R. Ueberschär. 2011
- Lesen unter Hitler. Autoren, Bestseller, Leser im Dritten Reich. Christian Adam. 2012
- Hitlers Volksstaat. Raub, Rassenkrieg und nationaler Sozialismus. Götz Aly. 2006
- Eine von so vielen. Das kurze Leben der Marion Samuel 1931 – 1943. Götz Aly. 2011
- Die Belasteten. ›Euthanasie‹ 1939–1945. Eine Gesellschaftsgeschichte. Götz Aly. 2014
- Volkes Stimme. Skepsis und Führervertrauen im Nationalsozialismus. Herausgegeben von Götz Aly. 2006
- Warum die Deutschen? Warum die Juden? Gleichheit, Neid und Rassenhass – 1800 bis 1933. Götz Aly. 2012
- Macht Geist Wahn. Kontinuitäten deutschen Denkens. Götz Aly. 1999
- »Endlösung«. Völkerverschiebung und der Mord an den europäischen Juden. Götz Aly. 2017
- Die restlose Erfassung. Volkszählen, Identifizieren, Aussondern im Nationalsozialismus. Götz Aly + Karl Heinz Roth. 2000
- Fromms. Wie der jüdische Kondomfabrikant Julius F. unter die deutschen Räuber fiel. Götz Aly + Michael Sontheimer. 2009
- Unser Hotel ist judenfrei. Bäder-Antisemitismus im 19. und 20. Jahrhundert. Frank Bajohr. 2003
- Massenmord und schlechtes Gewissen. Die deutsche Bevölkerung, die NS-Führung und der Holocaust. Frank Bajohr + Dieter Pohl. 2008
- Literaturpolitik im NS-Staat. Von der „Gleichschaltung“ bis zum Ruin. Jan-Pieter Barbian. 2010
- Der Judenpogrom 1938. Von der »Reichskristallnacht« zum Völkermord. Wolfgang Benz + Trude Maurer + Avraham Barkai + Jonny Moser + Konrad Kwiet + Hermann Graml + Hans Mommsen + Abraham J. Peck. Herausgegeben von Walter H. Pehle. 1988
- Auftakt zum Vernichtungskrieg. Die Wehrmacht in Polen 1939. Jochen Böhler. 2006
- Der Warschauer Aufstand 1944. Wlodzimierz Borodziej. 2004
- Hitlers adliger Diplomat. Der Herzog von Coburg und das Dritte Reich. Hubertus Büschel. 2016
- Die Dynamik des Tötens. Die Ermordung der Juden von Berditschew. Ukraine 1941–1944. Michaela Christ. 2011
- Grenzen der Aufklärung. Die gesellschaftliche Genese des modernen Antisemitismus. Detlev Claussen. 2005
- Anne Frank. Tagebuch. Autorisiert vom Anne Frank Fonds Basel. 2001
- Kitsch und Tod. Der Widerschein des Nazismus. Saul Friedländer. 2007
- Auslieferung auf Verlangen. Die Rettung deutscher Emigranten in Marseille 1940/41. Varian Fry. 2009
- Das letzte Kapitel. Der Mord an den ungarischen Juden 1944–1945. Christian Gerlach + Götz Aly. 2004
- Nürnberger Tagebuch. Gustave M. Gilbert. 1977
- Briefe und Aufzeichnungen. Willi Graf. Herausgegeben von Anneliese Knoop-Graf + Inge Jens. 1994
- »Wir weinten tränenlos ...«. Augenzeugenberichte des jüdischen »Sonderkommandos« in Auschwitz. Gideon Greif. 1999
- Anständig geblieben. Nationalsozialistische Moral. Raphael Gross. 2012
- Anmerkungen zu Hitler. Sebastian Haffner. 1981
- Hitlers Charisma. Die Erfindung eines deutschen Messias. Ludolf Herbst. 2011
- Unerbetene Erinnerung. Der Weg eines Holocaust-Forschers. Raul Hilberg. 2008
- Die Vernichtung der europäischen Juden. Raul Hilberg. 1990
- Täter, Opfer, Zuschauer. Die Vernichtung der Juden 1933–1945. Raul Hilberg. 1996
- Die Quellen des Holocaust. Entschlüsseln und Interpretieren. Raul Hilberg. 2009
- Anus Mundi. Fünf Jahre Auschwitz. Wiesław Kielar. 1982
- Auschwitz – Täter, Gehilfen, Opfer und was aus ihnen wurde. Ein Personenlexikon. Ernst Klee. 2018
- Was sie taten – Was sie wurden. Ärzte, Juristen und andere Beteiligte am Kranken- oder Judenmord. Ernst Klee. 1986
- Das Kulturlexikon zum Dritten Reich. Wer war was vor und nach 1945. Ernst Klee. 2009
- »Euthanasie« im Dritten Reich. Die »Vernichtung lebensunwerten Lebens«. Ernst Klee. 2010
- Das Personenlexikon zum Dritten Reich. Wer war was vor und nach 1945. Ernst Klee. 2005
- Auschwitz, die NS-Medizin und ihre Opfer. Ernst Klee. 2001
- Lebensmut im Wartesaal. Angelika Königseder + Juliane Wetzel. 2005
- Der »Lebensborn e. V.«. Ein Instrument nationalsozialistischer Rassenpolitik. Georg Lilienthal. 2003
- Jüdisches Leben auf dem Lande. Eine Familienchronik. Eric Lucas. 1991
- Vom König zum Führer. Deutscher Adel und Nationalsozialismus. Stephan Malinowski. 2004
- Angst vor den „Ostjuden“. Die Entstehung der Ghettos während des Holocaust. Dan Michman. 2011
- Die Geschichte des Rassismus in Europa. George L. Mosse. 2006
- An der Seite der Wehrmacht. Hitlers ausländische Helfer beim „Kreuzzug gegen den Bolschewismus“ 1941–1945. Rolf-Dieter Müller. 2010
- Hitlers Bildungsreformer. Das Reichsministerium für Wissenschaft, Erziehung und Volksbildung 1934–1945. Anne C. Nagel. 2012
- Flammender Haß. Ethnische Säuberungen im 20. Jahrhundert. Norman M. Naimark. 2008
- Das Tagebuch der Hertha Nathorff. Berlin-New York; Aufzeichnungen 1933 bis 1945. Herausgegeben von Wolfgang Benz. 2010
- Soldaten. Protokolle vom Kämpfen, Töten und Sterben. Sönke Neitzel + Harald Welzer. 2012
- Die Herrschaft der Wehrmacht. Deutsche Militärbesatzung und einheimische Bevölkerung in der Sowjetunion 1941–1944. Dieter Pohl. 2011
- Kriegsbeziehungen. Intimität, Gewalt und Prostitution im besetzten Polen 1939 bis 1945. Maren Röger. 2015
- Hans Frank. Hitlers Kronjurist und Generalgouverneur. Dieter Schenk. 2008
- Die braunen Wurzeln des BKA. Dieter Schenk. 2003
- Entfernte Verwandtschaft. Faschismus, Nationalsozialismus, New Deal. 1933–1939. Wolfgang Schivelbusch. 2008
- Die Weiße Rose. Inge Scholl. 1993
- Aus der Hölle zurück. Von der Willkür des Überlebens im Konzentrationslager. Tadeusz Sobolewicz. 1999
- Die Ordnung des Terrors: Das Konzentrationslager. Wolfgang Sofsky. 1997
- Der deutsche Krieg. Zwischen Angst, Zweifel und Durchhaltewillen – wie die Menschen den Zweiten Weltkrieg erlebten. Nicholas Stargardt. 2017
- Nazis auf der Flucht. Wie Kriegsverbrecher über Italien nach Übersee entkamen. Gerald Steinacher. 2010
- Die Angst kam erst danach. Jüdische Frauen im Widerstand 1939–1945. Ingrid Strobl. 1998
- Für ein anderes Deutschland. Der deutsche Widerstand gegen den NS-Staat 1933–1945. Gerd R. Ueberschär. 2006
- Stauffenberg und das Attentat vom 20. Juli 1944. Darstellung, Biographien, Dokumente. Gerd R. Ueberschär. 2006
- Dienen und Verdienen. Hitlers Geschenke an seine Eliten. Gerd R. Ueberschär + Winfrid Vogel. 2000
- Täter. Wie aus ganz normalen Menschen Massenmörder werden. Harald Welzer. 2007
- »Opa war kein Nazi«. Nationalsozialismus und Holocaust im Familiengedächtnis. Harald Welzer + Sabine Moller + Karoline Tschuggnall. 2002
- Die Wehrmacht. Feindbilder, Vernichtungskrieg, Legenden. Wolfram Wette. 2005
- Karl Jäger. Mörder der litauischen Juden. Wolfram Wette. 2011
- Militarismus in Deutschland. Geschichte einer kriegerischen Kultur. Wolfram Wette. 2010